# 红尾热带鸟
，是鹲形目鹲科的一种鸟类。原產於印度洋和太平洋熱帶地區的海鳥。它是三種密切相關的熱帶鳥 （Phaethontidae） 之一，由彼得·博達爾特於1783年描述。外觀上類似燕鷗，其羽毛幾乎全白，具有黑色面罩和紅色喙。雌雄有相似的羽毛。如名稱所示，成鳥有紅色的尾羽綬帶，約為其身體長度的兩倍。有四個認可的亞種，但有證據顯示其體型有差異─北方的鳥較小，南方的鳥較大─因此沒有理由應存在亞種。该物种的模式产地在印度洋毛里求斯。

## 分類
英國博物學家約瑟夫·班克斯在1769年3月的詹姆斯·庫克第一次航行中於太平洋遇到紅尾熱帶鳥，注意到它與熟悉的紅嘴熱帶鳥不同。他給它起名為Phaeton erubescens. 是法國博學家喬治-路易·勒克萊爾·德·布豐在1781年正式描述該物種，指出它是法蘭西島 （毛里求斯） 的原生種。該鳥還在弗朗索瓦-尼古拉·馬蒂內刻印的手工上色圖版中得到展示，該圖版是由埃德梅-路易·道本頓監製，作為布豐文本的插圖。 布豐在描述中沒有包括科學名稱，但在1783年，荷蘭博物學家彼得·博達爾特在他的Planches Enluminées目錄中創造了二名法名稱Phaethon rubricauda。 屬名來源於古希臘語phaethon "太陽"，而種小名來自拉丁語單詞ruber "紅色"和cauda "尾巴"。 英國鳥類學家約翰·萊瑟姆在1785年撰寫了紅尾熱帶鳥，記錄了其在毛里求斯和南太平洋相當常見。他還報告了在帕默斯頓島收集的黑喙熱帶鳥，最終進入班克斯的收藏。然而，萊瑟姆沒有給它們二名法名稱。這由德國博物學家約翰·弗里德里希·格梅林描述該物種，他在1788年的第13版Systema Naturae中分別命名為Phaeton phoenicuros和P. melanorhynchos。 萊瑟姆後來描述了這個黑喙標本為新荷蘭熱帶鳥，給它命名為Phaethon novae-hollandiae。
英國博物學家沃爾特·羅斯柴爾德在1900年審查了所描述的名稱和標本，並得出結論認為最初使用的P. erubescens是一個nomen nudum。他認為豪勳爵島、諾福克島和克馬德克群島的種群屬於一個獨特的亞種，因為它們整體體型較大，喙較粗壯，羽毛有明顯的紅色色調。他還將P. melanorhynchus和P. novae-hollandiae分類為幼鳥。 澳大利業餘鳥類學家格雷戈里·馬修斯隨後將P. rubicauda roseotinctus的名稱應用於羅斯柴爾德的P. rubicauda erubescens。
世界鳥類學家聯合會 （IOU） 指定「紅尾熱帶鳥」為正式名稱。 其他常見名稱包括紅尾船長鳥或銀色船長鳥，名稱源於其尾羽類似於船長的馬林魚刺，以及稻草尾。 新西蘭毛利人稱其為amokura， 夏威夷原住民稱其為koaʻe ʻula。
其最親近的親戚是白尾熱帶鳥（P. lepturus），其祖先之間的分化發生在大約四百萬年前。
IOC認可四個亞種：
- P. r. rubricauda Boddaert, 1783，指名亞種，來自西印度洋。隨後來自科科斯（基林）群島的標本被歸類為該亞種。[19]
- P. r. westralis Mathews, 1912，來自東印度洋。Mathews根據其較大的翅膀描述其為獨立亞種。[20] 1989年的更廣泛分析顯示，這個亞種和指名亞種之間的翅膀和喙的大小重疊，顏色強度是唯一的區別特徵。[19]
- P. r. roseotinctus Mathews, 1926，來自西南太平洋，包括克馬德克群島、豪勳爵島、諾福克島和雷恩島的種群。[19]
- P. r. melanorhynchos Gmelin, 1789，來自西部、中央和南部太平洋，包括庫克群島、湯加、薩摩亞、馬克薩斯群島和社會群島的種群。[19]

鳥類學家Mike Tarburton在1989年審查了已知的亞種，並得出結論認為它們都無效，指出該物種在大小上存在變化：來自北太平洋的庫雷環礁的鳥最小；而來自南太平洋克馬德克群島的鳥最大。他還指出，新鮮的羽毛中的粉紅色在成為博物館標本幾年後會變淡。

## 描述

Closeup of head showing comma-shaped markings

紅尾熱帶鳥平均長度為95至104 cm（37至41英寸），包括35 cm（14英寸）的尾羽綬帶，重約800 g（30 oz）。其翼展為111至119 cm（44至47英寸）。其身形呈流線型但堅實，羽毛幾乎全白，通常帶有粉紅色調。 雌雄羽毛相似。 從眼前區域後方延伸出一條深褐色逗號狀條紋，穿過並覆蓋眼睛並延伸到耳覆羽。 瞳孔為深褐色。 喙鮮紅色，基部略淡，鼻孔周圍為黑色。腿和腳趾基部為淡藍紫色，而蹼和腳趾其餘部分為黑色。 頭部和臀部的白色羽毛隱藏有深褐色基部，而肩胛、背部、尾羽和尾覆羽的羽軸基部為深褐色。兩根長尾羽橙紅色，基部約有十分之一為白色， 在飛行時可能不易看到。白色的翅膀上有深色的V形圖案，而初級飛羽的羽軸是可見的。 上翼的飛羽常帶有更明顯的粉紅色調。 換羽在繁殖季節之外進行，尾羽綬帶會在其他羽毛之前替換。尾羽綬帶也隨時可能被替換，一根長出時另一根脫落，掉落的尾羽綬帶可能散落在繁殖地周圍。
剛孵出的雛鳥覆蓋著稀薄、長長的灰白色絨羽，頭部顏色較淡。眼前區域裸露。較年長的雛鳥絨羽較灰。第三週時，主羽、正羽和肩羽開始顯現，六週後雛鳥大部分已經長出羽毛，腹部和翅膀下仍有殘餘絨羽，十一週時完全長出羽毛。 幼鳥額頭、下巴、喉嚨和腹部為有光澤的白色， 頭頂、後頸、肩胛、背部、臀部和上翼覆羽有明顯的黑色橫斑和鱗狀紋理。 它們的喙黑灰色，基部為淡藍灰色，腿和腳為灰色。
在澳大利亞水域中，紅尾熱帶鳥可能會被誤認為銀鷗（Chroicocephalus novaehollandiae）或各種燕鷗種類，儘管它體型較大且較重，擁有楔形尾巴。其紅色喙和全白翅膀將其與成年白尾熱帶鳥區分開來。未成熟的紅尾熱帶鳥也可根據其部分紅色而非黃色的喙與未成熟的白尾熱帶鳥區分開來。
紅尾熱帶鳥在飛行時通常保持靜默。除了在求偶展示期間，鳥類在到達或離開巢穴時可能會對其伴侶發出短促的問候聲。鳥類會發出低沉的咆哮聲作為防禦聲，幼鳥在父母靠近時會不斷發出喋喋不休的乞餌聲。

## 分佈和棲地
紅尾熱帶鳥分佈於南印度洋以及西部和中部太平洋，從東非海岸到印尼，南至日本南部水域，橫跨到智利，以及夏威夷群島，其中在西北部島嶼較為常見。 它常見於水溫在 24至30 °C（75至86 °F）以下，南半球鹽度低於35%，北半球鹽度低於33.5%的海域。在太平洋中，其分佈的南界沿著22 °C（72 °F）的夏季表面等溫線。
繁殖後，鳥類會廣泛分散。有證據表明，印度洋的鳥類會隨著盛行風向西移動，年輕個體在蘇門答臘和西澳大利亞州的舒格洛夫岩上被標放，分別在毛里求斯和留尼汪被回收。 在庫雷環礁的標放表明，北太平洋的鳥類隨著那裡的盛行風向東移動。 強風有時會將它們吹向內陸，這解釋了一些在沿海和其首選棲地之外的觀察記錄。
約翰斯頓環礁 是世界上最大的紅尾熱帶鳥繁殖地，2020年有10,800個巢。 在太平洋地區，該鳥在澳大利亞的離岸領土諾福克島和豪勳爵島以及昆士蘭的珊瑚島嶼（包括雷恩島和艾略特夫人島）上繁殖。 2020年中期，澳大利亞科學家在艾略特夫人島發現了一隻23年前作為雛鳥被標放但自那以後未見的鳥，該鳥回到島上繁殖。 在紐西蘭領土上，該鳥在克馬德克群島繁殖。 在太平洋的其他地區，它在斐濟、新喀里多尼亞、法屬玻里尼西亞、夏威夷（在庫雷環礁有一個大群落）、庫克群島、皮特克恩島以及日本和智利的島嶼上繁殖。
在印度洋上，歐羅巴島、阿爾達布拉環礁和聖誕島上有大群繁殖地，在馬達加斯加有較小的群落，該鳥在諾西維島上繁殖。 在塞舌爾和毛里求斯也有分佈。 它也出現在印度洋上的澳大利亞領土可可斯群島。 李氏暖流的暖水促進了該物種在西南澳大利亞的露紋角繁殖，但在相應緯度的新南威爾士東海岸則很少見。 它還在阿什莫爾和卡捷群島和羅特尼斯島以及西澳大利亞州的舒格洛夫岩、自然捲岬和巴瑟爾頓海岸線上繁殖。
它偶爾會造訪帕勞，繁殖記錄來自帕勞西南群島， 並於1992年首次在關島被記錄。 它在紐西蘭本土為不常見的迷鳥，在北島北部尤其是三王群島有記錄。 它在北美洲是非常罕見的迷鳥，曾在加利福尼亞和溫哥華島有記錄。

## 行為
紅尾熱帶鳥是強勁的飛行者，但在陸地上行走困難，使用搖晃的步態行走。
它們可以通過迎風飛行在空中盤旋；在求偶展示期間，配對的鳥甚至可能向後飛行並彼此盤旋。

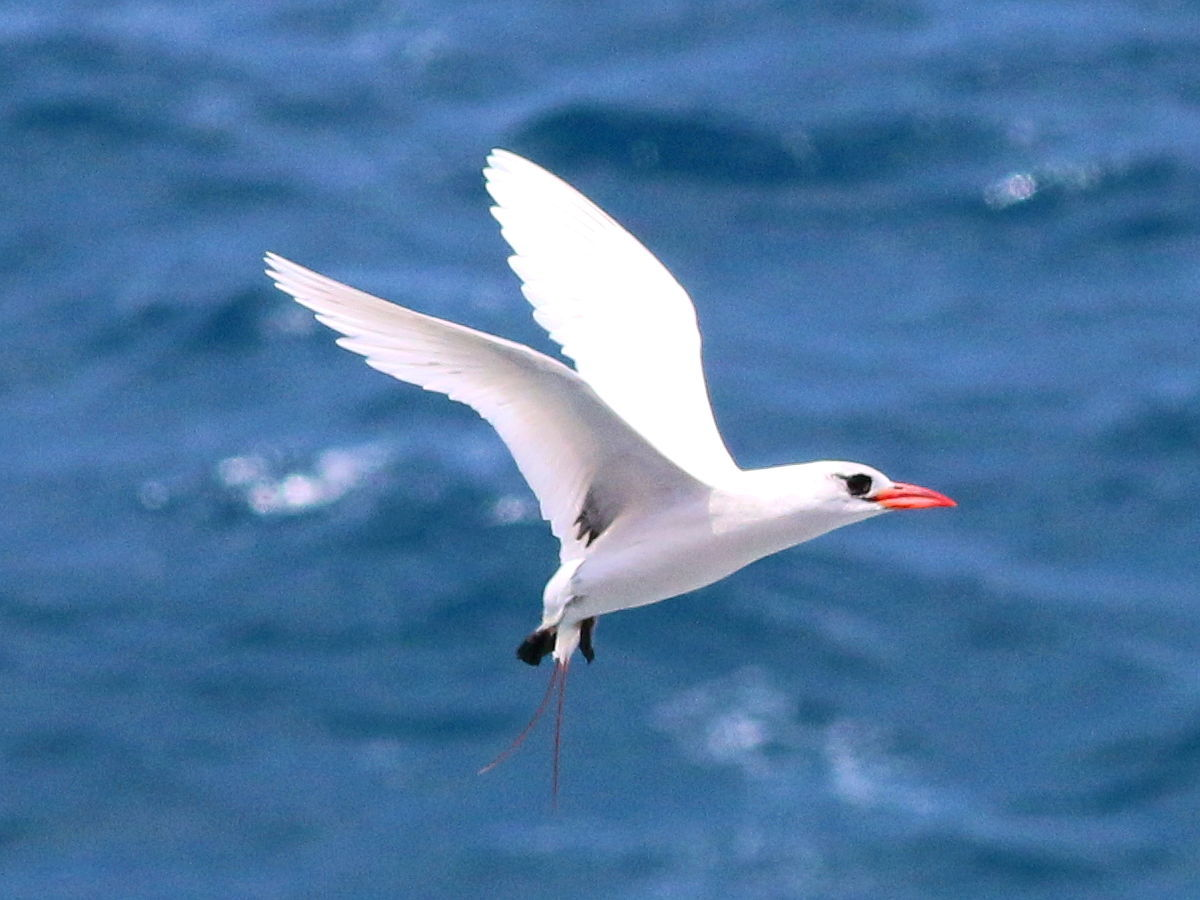
盤旋/向後飛行
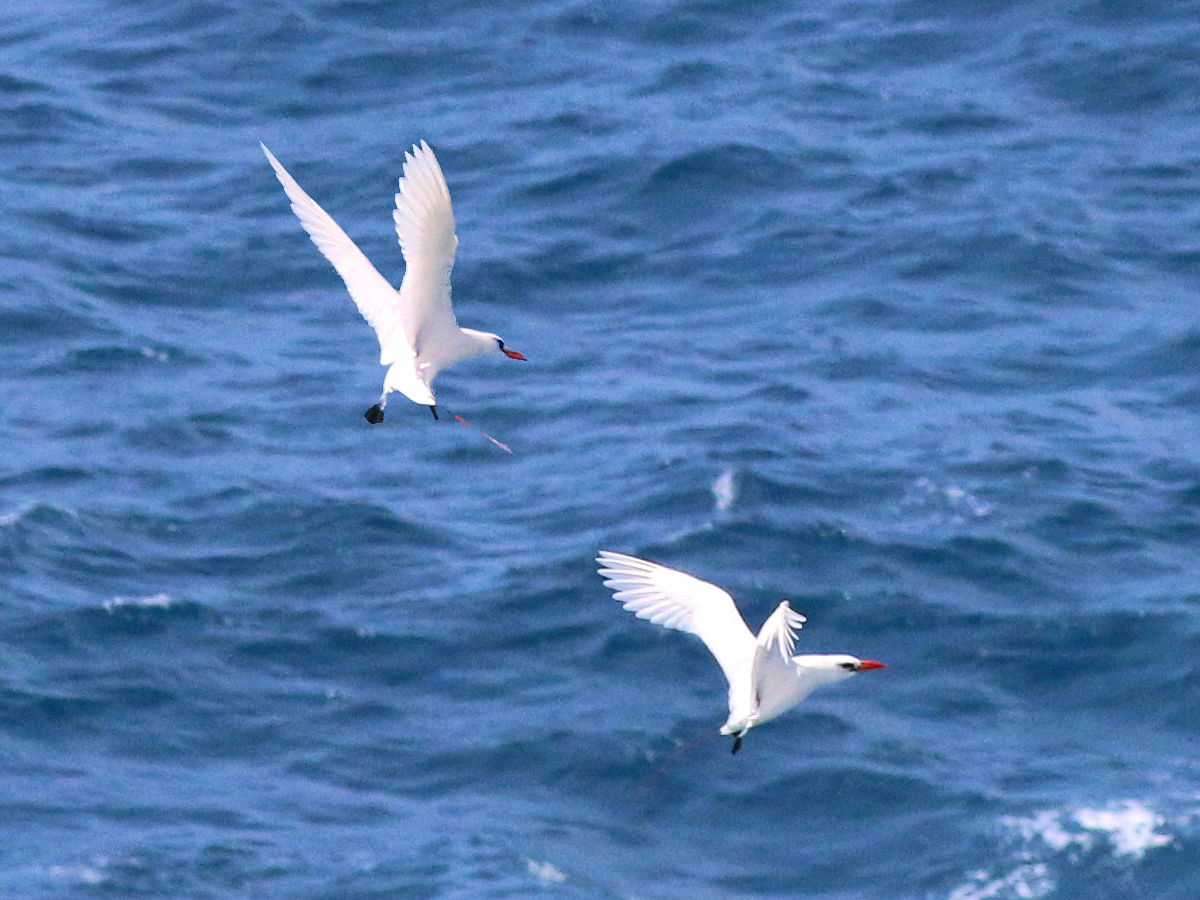
求偶時盤旋

### 繁殖

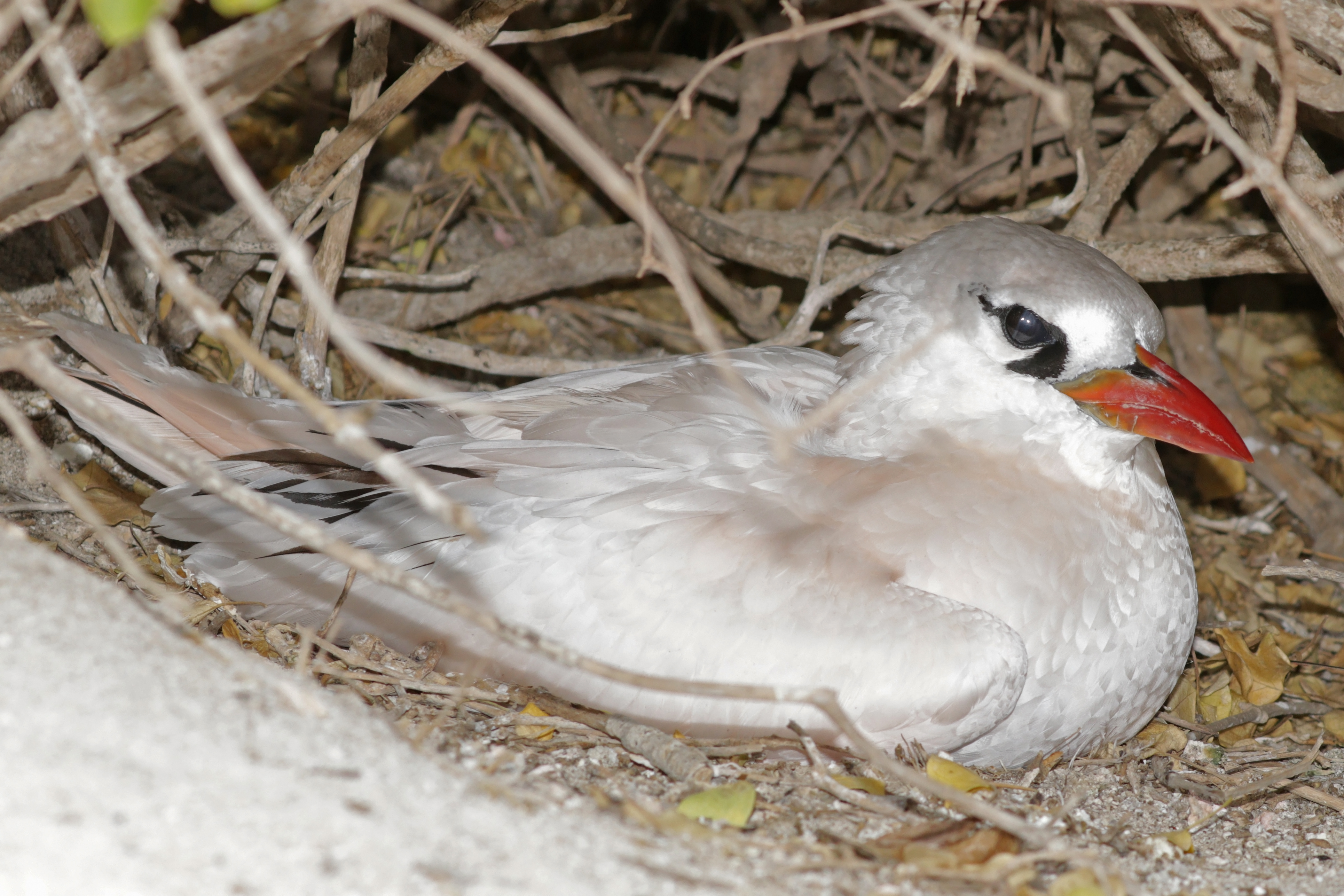
P. r. rubricuada 築巢於 Nosy Ve

紅尾熱帶鳥被認為是單配偶制， 成對的鳥會在連續的繁殖季節中保持配對關係，儘管首次繁殖的年齡和配對形成的相關資訊尚不清楚。 它們在離岸島嶼和岩石堆、岩石懸崖、珊瑚環礁和小島上築巢，形成鬆散的群落。它們很少在大陸上築巢，但在西澳大利亞州南部有此記錄。 巢本身是一個淺的地穴，位於陰涼的沙地或岩石裂縫，或在灌木下方。由於紅尾熱帶鳥行走不便，它們會迎風飛行，失速後落地。巢通常位於灌木（或其他陰涼區域）邊緣的one（3.3英尺）內，以減少行走距離。熱帶鳥通常選擇樹幹較少的灌木以便於進出。

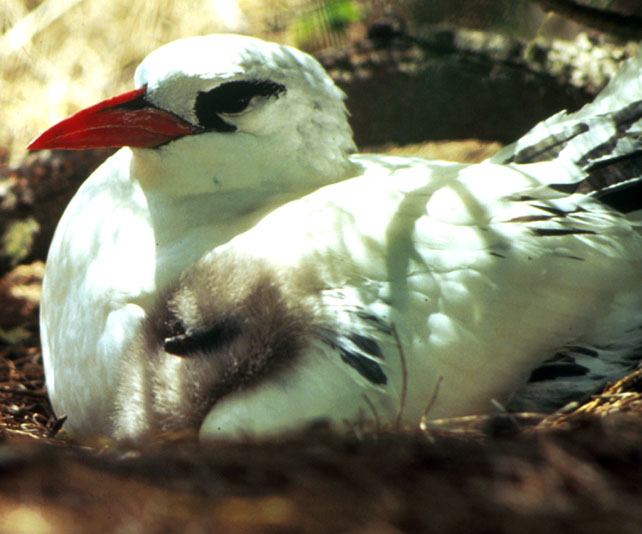
在其翅膀下築巢和庇護的雛鳥

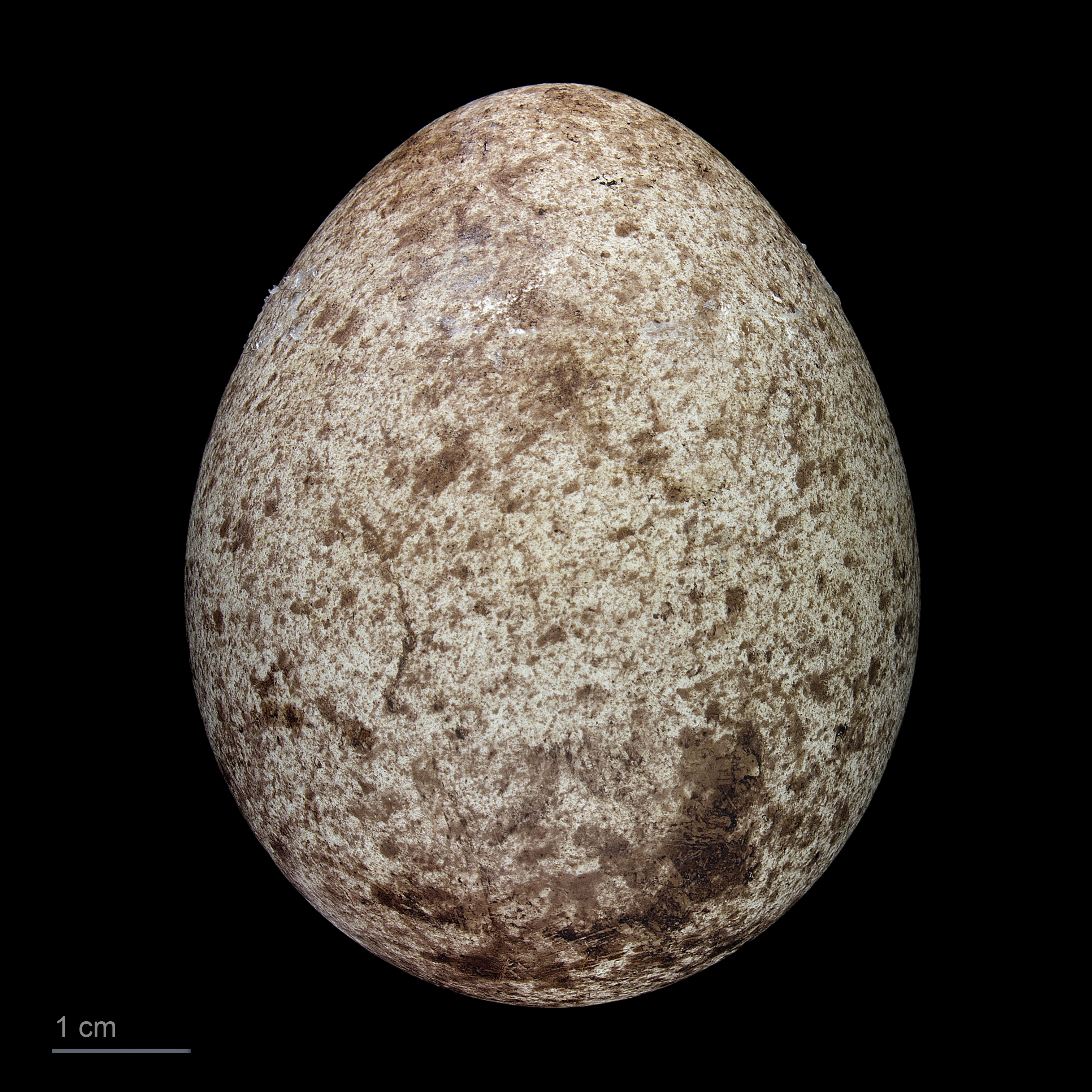
蛋

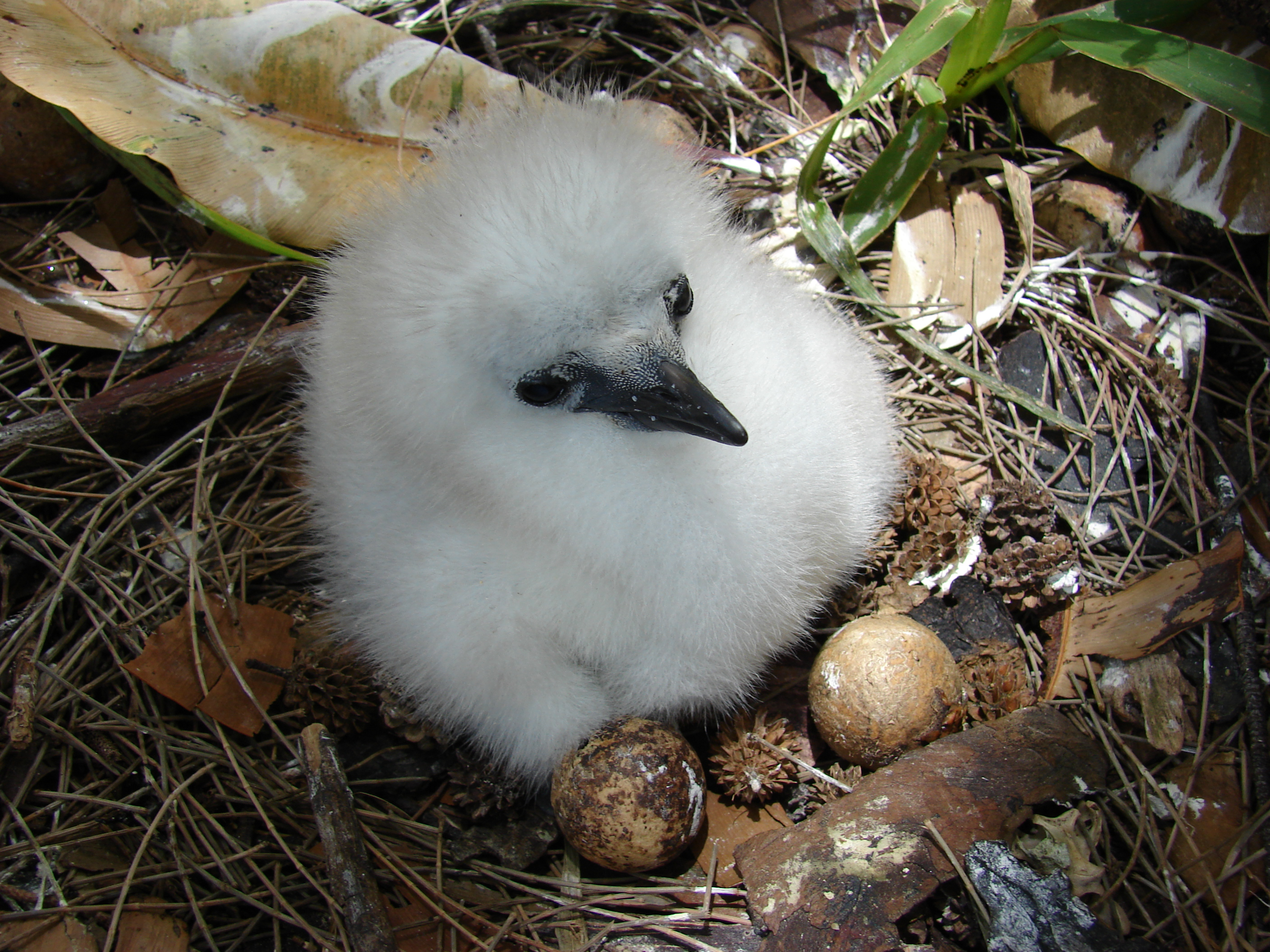
一身絨毛的雛鳥

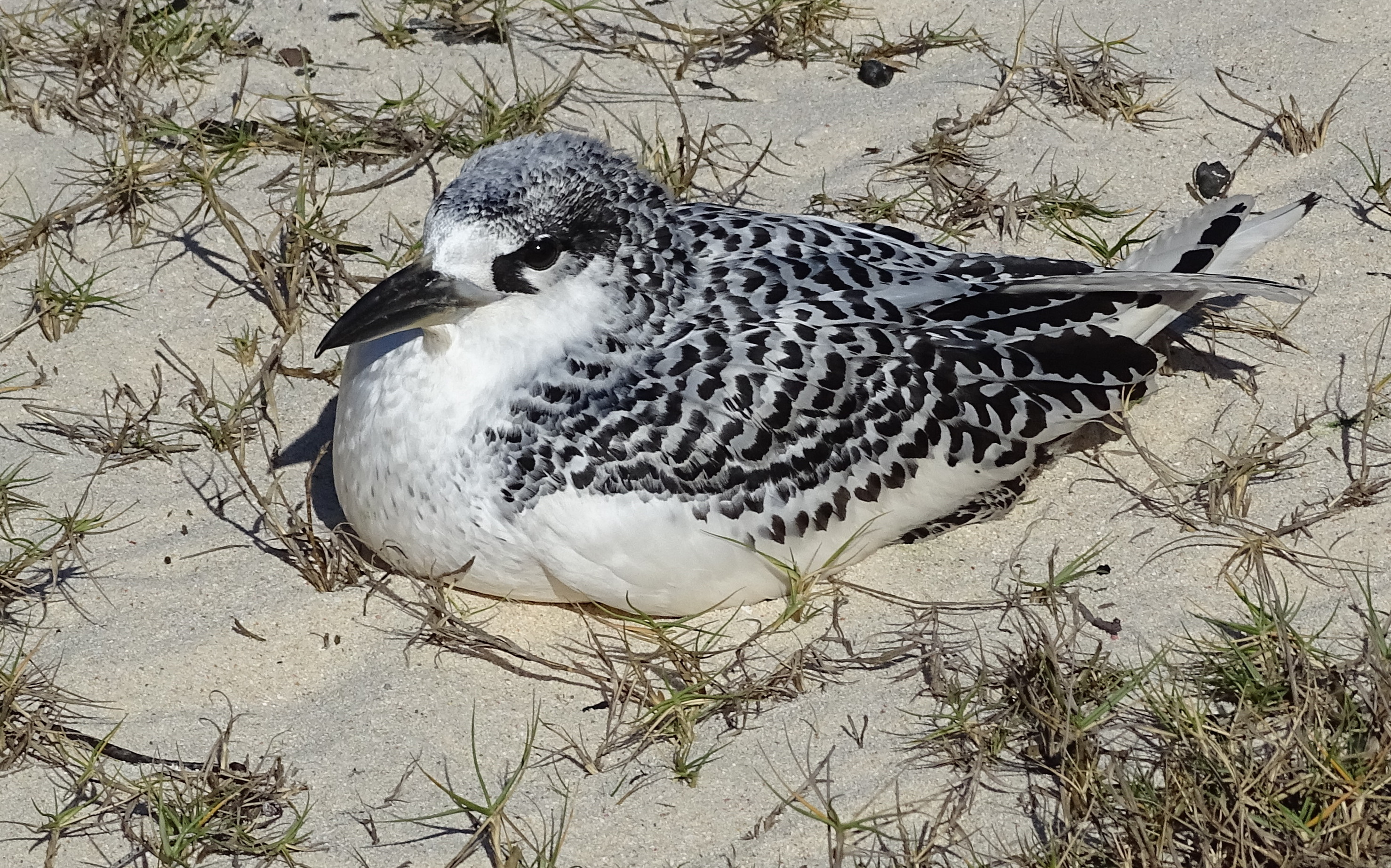
馬達加斯加諾西維島上的幼鳥

該物種具有一定程度的領土性，會積極保護巢區和周圍的啄食範圍，從繁殖前三個月左右開始。 在群居數量多或適合築巢的地點較少的地方，會更加具侵略性。它們採取防禦姿勢，這包括抬起肱骨並將手腕靠攏，將脖子縮回身體並左右搖頭，使頭部羽毛豎起並發出尖叫聲。可能會爆發啄擊和爭鬥，兩個對手會互啄對方並以身體撞擊，持續長達90分鐘。
配偶選擇可能部分基於尾羽長度，尾羽較長的鳥更具吸引力。這種熱帶鳥也可能根據尾羽長度進行選型交配，這意味著配偶的尾羽長度可能相近。
在繁殖前，雄鳥會發起空中求偶展示，飛行成大圓圈，交替滑翔、其間會短暫快速拍翅，以及離水面幾米的低飛，同時發出尖銳的咯咯叫聲。起初成一小群一起飛行，然後成對重複展示，最後形成配對。一旦配對成功並建立了巢穴，它們就不再進行這種展示。
繁殖的時間取決於地點；在某些地方，鳥類在特定的繁殖季節繁殖，而在其他地方則沒有這樣的季節性。赤道以南的鳥類可能沒有固定的繁殖季節。在靠近赤道的島嶼上，通常從六月到十一月下蛋，大部分雛鳥在一月到二月左右離巢。 在聖誕島，由於當地天氣條件的不同，繁殖時間也不同。 有些鳥可能全年留在繁殖地。 在昆士蘭州外的亞熱帶利迪埃略特島，它們在冬季築巢，科學家認為這可能是為了避開大多數遷徙海鳥的常見繁殖時間，如吵鬧的楔尾鸌（羊鳥）。關於它們的習性，目前所知不多。
雌性紅尾熱帶鳥產下一顆蛋，由雙親共同孵化，孵化期為42到46天。 雄鳥通常在蛋產下後先孵化。 蛋的長度為5.4至7.7（2.1至3.0英寸）（根據地點平均在6.3和6.8（2.5和2.7英寸）之間）和4.5至4.8（1.8至1.9英寸）寬，呈橢圓形，淡褐色，有棕色和紅黑色的標記，標記在蛋的大端更為顯著。
雛鳥初生時無助，無法移動（巢居性和半晚成性），初生時是盲的，2到3天後才睜眼。直到一周大時，它們只有在觸碰時才會張開嘴，因此父母必須撫摸喙基部以促進餵食。餵食每天進行一到兩次，通常在中午左右。雛鳥在一周大前一直由父母孵育，此後它們會躲在父母的翅膀下。它們還會站起來對著任何附近的鳥張嘴求食。雙親共同餵養幼鳥， 將喙插入雛鳥的食道並反芻食物。 雛鳥最初覆蓋灰色或白色的絨毛，在16到20天長出第一批羽毛——肩羽。牠們的腳和喙生長迅速，超過身體其他部分的生長速度。雛鳥在巢中停留67到91天，直到它們長成。

### 覓食
紅尾熱帶鳥主要以俯衝入水方式捕魚者，從水面上方6至50（20至164英尺）高處俯衝至約4.5（15英尺）深的地方，雖然這可能隨季節變化而改變。 在俯衝捕魚時，它們會短暫地潛入水中——一項在聖誕島進行的研究顯示平均潛水時間為26.6秒——通常在浮出水面前吞下獵物。 紅尾熱帶鳥有時會在空中捕捉飛魚。
在孵蛋期間，覓食旅程相對較長，平均每次大約153小時。這些旅程通常前往非常富饒的地區。然而，在雛鳥孵化後，父母會採取一種策略，其中一隻鳥進行長途旅行（平均約57小時）以餵飽自己，而另一隻鳥進行短途旅行（約三小時）以餵養雛鳥。覓食旅程長度的雙峰分布可能是因為這是餵飽自己和供應雛鳥的最佳平衡。在聖誕島，鳥類通常在清晨遠赴海上覓食，下午則在靠近岸邊的地方覓食。
烏賊和飛魚構成了這種鳥類飲食的很大一部分，還有一些甲殼類動物，這取決於地點。 在莫三比克海峽進行的田野調查顯示，該地區鳥類的食物主要是魚類，但捕獲的魚和烏賊數量相等。記錄到的魚類包括尖鰭燕鰩 （Hirundichthys speculiger） 和斑翼須唇飛魚 （Cheilopogon furcatus） 以及幾種未鑑定的飛魚科（Exocoetidae）物種、棘鬼頭刀 （Coryphaena equiselis） 和鬼頭刀 （C. hippurus）、針魚類（包括大圓頜針魚 （Tylosurus crocodilus））以及未鑑定的鱵科、鯖科和鰺科成員。奧蘭鳶魷 （Sthenoteuthis oualaniensis） 是最常見的被食用頭足類動物，其次是印太水孔蛸 （Tremoctopus violaceus）。 在夏威夷進行的一項野外研究發現，飛魚是主要的獵物種類，熱帶雙翼飛魚 （Exocoetus volitans） 和斑鰭飛魚屬（Cypselurus）成員最為顯著，其次是真魷科（包括奧蘭鳶魷和玻璃魷）以及鰺魚（包括長身圓鰺）。 還曾記錄到紅尾熱帶鳥食用刺魨（Diodontidae），但成鳥在受害魚充氣後會被迫緊急反芻。
紅尾熱帶鳥是強勁的飛行者，擁有大嘴和喙，可以攜帶相對於其體型較大的獵物，親鳥通常會帶著重達120克的鬼頭刀（相當於其自重的16%）回到雛鳥那裡。

### 溫度調節
在白天陰涼處孵蛋時，這種鳥的平均溫度為39 °C（102 °F），與夜間孵蛋時的平均溫度37.1 °C（98.8 °F）相比，這一差異可能是由於活動水平造成的，因為此時巢內的空氣溫度沒有顯著差異。飛行後，平均體溫為40.9 °C（105.6 °F）。飛行時，腳的溫度一般低於體溫，但一般高於空氣溫度。因此，腳可能在飛行時用於散熱。

## 與人類的關係
紅尾熱帶鳥的尾羽深受毛利人的珍視。北地大區的Ngāpuhi部落會在東風颶風過後尋找並收集被吹上岸的死亡或掉落的鳥羽，然後用它們與南部的部落交換綠石。 英國博物學家安德魯·布洛克森的報告說，這些羽毛在夏威夷被當地人所珍視，他們會在鳥巢中拔掉鳥的羽毛。

## 狀態

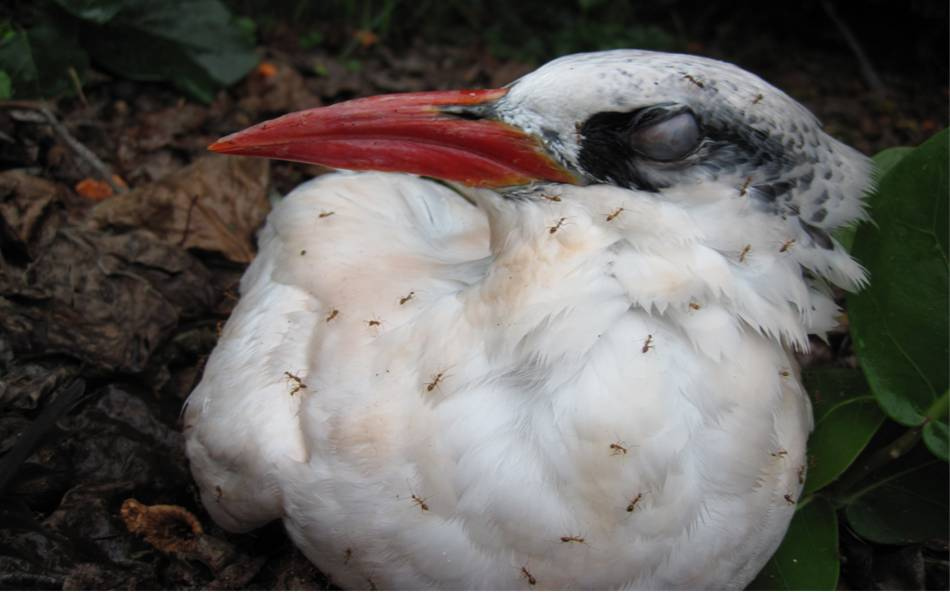
被長足捷蟻包圍, 強斯頓環礁

根據IUCN的分類，紅尾熱帶鳥被列為無危物種，因其分佈範圍廣達20 × 103平方（7,700平方英里）。 東太平洋的種群估計高達8萬只，至少有4.1萬只。 約有9千只在歐羅巴島繁殖， 9千到1.2萬只在夏威夷群島繁殖。 人類的存在通常對這個物種產生不利影響，如棲地的破壞或害蟲的引入。 在澳大利亞，由於某些種群的意外減少、人類的影響以及長腳捷蟻侵擾聖誕島，該物種被列為近危。在新南威爾士，它被列為易危物種。
在西澳大利亞記錄到的捕食者包括大型猛禽，如白腹海鵰 （Haliaeetus leucogaster） 和東方鶚 （Pandion cristatus）; 而銀鷗、烏鴉和渡鴉（Corvus spp.）會襲擊巢穴，偷取鳥蛋和幼鳥。 在夏威夷，流浪的紅嘴熱帶鳥（P. aethereus）被認為是造成鳥巢丟失的原因。 野狗和野貓會在聖誕島捕食築巢的鳥類， 而野貓在諾福克島是一個嚴重問題。 鼠類在庫雷環礁造成了嚴重損失。 2010年在北太平洋的約翰斯頓環礁上發現了長腳捷蟻，成群結隊地侵擾築巢區，並能用其噴霧致盲受害者。
同樣在約翰斯頓環礁，約翰斯頓環礁化學劑處理系統（JACADS）在2000年前一直在焚燒儲存的化學武器。對此進行了為期八年的研究，以查看潛在污染物是否對生存產生影響。在研究期間，似乎對生存沒有影響，儘管來自工廠下風處的幼鳥比上風處的幼鳥更不可能返回那裡——可能是因為後者的植被更完整。
2020年，在昆士蘭海岸外的艾略特夫人島上研究這種鳥類的科學家表示，對其習性和種群的了解不足，這意味著他們不知道環境變化對其種群的影響。他們的研究包括採集DNA樣本、標記新雛鳥和為鳥類配備衛星追踪器，以了解更多有關其活動的信息。